# Horisme intestinata
Horisme intestinata är en fjärilsart som beskrevs av Achille Guenée 1858. Horisme intestinata ingår i släktet Horisme och familjen mätare. Inga underarter finns listade i Catalogue of Life.

## Bildgalleri

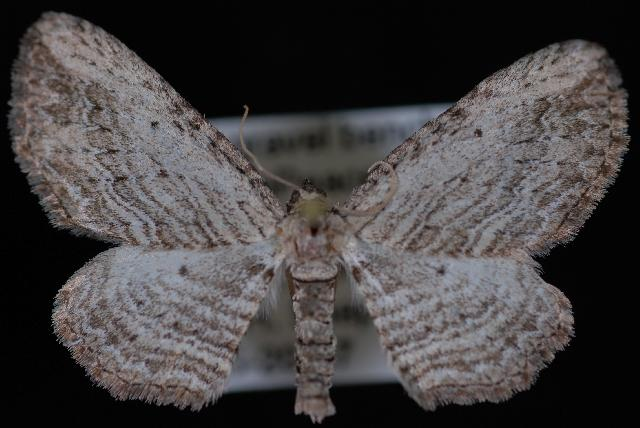